# Guðmundur Torfason
Guðmundur Torfason, né le 13 décembre 1961 aux îles Vestmann, est un footballeur international islandais actif principalement durant les années 1980 et au début des années 1990. Il joue au poste d'attaquant.

## Carrière en club
Guðmundur Torfason fait ses débuts avec l'équipe première du Fram Reykjavik en 1978, à l'âge de 17 ans. Il gagne sa place dans le onze de base et remporte la Coupe d'Islande 1979. Grâce à cette victoire, il prend part à la Coupe des vainqueurs de coupe 1980-1981, où le club est éliminé dès le premier tour par les Danois du Hvidovre IF. La saison suivante, le club lutte pour le titre en championnat, dont il termine finalement vice-champion et remporte une nouvelle fois la Coupe d'Islande, Torfason inscrivant le but de la victoire en finale contre l'ÍB Vestmannaeyja. À nouveau qualifié pour la Coupe d'Europe, le Fram Reykjavik est éliminé au premier tour par les Irlandais du Dundalk Football Club, malgré une victoire 2-1 au match aller au cours duquel Torfason inscrit un but. Après une nouvelle place de vice-champion en 1981, le club vit une saison 1982 beaucoup plus difficile et termine à l'avant-dernière place, synonyme de relégation.
Guðmundur Torfason reste fidèle à ses couleurs et aide le club à remporter le titre de deuxième division directement, terminant meilleur buteur du championnat. De retour parmi l'élite, le Fram Reykjavik atteint la finale de la Coupe d'Islande, où il s'incline après prolongation contre l'ÍA Akranes, qui réalise le doublé championnat-Coupe, ce qui permet au Fram de disputer à nouveau la Coupe des vainqueurs de coupe. Pour la première fois, le club franchit le premier tour, où il élimine le représentant nord-irlandais, Glentoran, grâce notamment à deux buts de Torfason au match aller. L'année suivante, le club remporte une nouvelle fois la Coupe d'Islande, la troisième en six ans, Guðmundur Torfason inscrivant le troisième but de son équipe en finale. Enfin, la consécration arrive au terme de la saison 1986, qui voit le club remporter le titre de champion après quatorze ans d'attente, Torfason terminant également meilleur buteur du championnat.
Avec ce premier titre de champion et celui de meilleur buteur, Guðmundur Torfason attire les recruteurs étrangers. Il s'engage durant l'hiver 1986 avec le KSK Beveren, un club du subtop belge. Malheureusement, il ne parvient pas à s'y imposer et ne dispute que sept rencontres avant la fin de la saison, sans inscrire le moindre but. Malgré cette saison en demi-teinte, il est transféré par le KFC Winterslag, qui vient d'être promu en Division 1 belge. Il y est régulièrement titulaire et aide le club à se maintenir parmi l'élite. En fin de saison, le club fusionne avec le Waterschei THOR pour former le KRC Genk. Bien qu'il y soit toujours un joueur important, il quitte le club en janvier 1989 pour rejoindre le Rapid Vienne, champion d'Autriche en titre. À nouveau, il a du mal à y gagner sa place et après six mois, il change à nouveau de pays.
Durant l'été 1989, Guðmundur Torfason signe un contrat avec le St Mirren FC, en première division écossaise. Là-bas, il retrouve une place dans le onze de base et termine meilleur buteur de son équipe trois saisons de suite. Après avoir échappé à la relégation de justesse deux ans de suite, le club est relégué au terme de la saison 1991-1992. Torfason accompagne ses équipiers à l'étage inférieur mais six mois plus tard, il quitte néanmoins le club pour rejoindre St Johnstone FC, toujours actif en première division. La saison suivante, le club termine en position de relégable, à égalité avec le Partick Thistle Football Club qui se maintient grâce à une différence de buts meilleure d'un seul but. 
Guðmundur Torfason quitte alors l'Écosse et s'engage en juillet 1994 avec les Doncaster Rovers, en quatrième division anglaise mais là aussi, c'est un échec et après six mois, il décide de rentrer en Islande et signe au Fylkir Reykjavik. Il participe à la conquête du titre de deuxième division en 1995 et est ensuite transféré par l'UMF Grindavík. Il y joue durant un an et décide ensuite de mettre un terme à sa carrière de joueur.
Après sa carrière de joueur, Guðmundur Torfason est nommé entraîneur de son dernier club, qu'il dirige durant deux ans. Il entraîne ensuite le Fram Reykjavik durant quelques mois en 2000 et l'IR Reykjavik en 2001-2002. Par la suite, il intègre la cellule de recrutement des Glasgow Rangers.

### Statistiques
| Saison                | Club                  | Championnat           | Championnat | Championnat | Coupe(s) nationale(s) | Coupe(s) nationale(s) | Compétition(s) continentale(s) | Compétition(s) continentale(s) | Compétition(s) continentale(s) | Total | Total |
| Saison                | Club                  | Division              | M.          | B.          | M.                    | B.                    | Comp.                          | M.                             | B.                             | M.    | B.    |
| 1978                  | Fram Reykjavik        | Division 1            | -           | -           | -                     | -                     | -                              | 0                              | 0                              | 0     | 0     |
| 1979                  | Fram Reykjavik        | Division 1            | -           | -           | -                     | -                     | -                              | 0                              | 0                              | 0     | 0     |
| 1980                  | Fram Reykjavik        | Division 1            | -           | -           | 1                     | 1                     | C2                             | 2                              | 0                              | 3     | 1     |
| 1981                  | Fram Reykjavik        | Division 1            | -           | -           | -                     | -                     | C2                             | 2                              | 1                              | 2     | 1     |
| 1982                  | Fram Reykjavik        | Division 1            | -           | -           | -                     | -                     | C3                             | 2                              | 0                              | 2     | 0     |
| 1983                  | Fram Reykjavik        | Division 2            | -           | 11          | -                     | -                     | -                              | 0                              | 0                              | 0     | 11    |
| 1984                  | Fram Reykjavik        | Division 1            | -           | 6           | -                     | -                     | -                              | 0                              | 0                              | 0     | 6     |
| 1985                  | Fram Reykjavik        | Division 1            | 16          | 8           | 1                     | 1                     | C2                             | 4                              | 3                              | 21    | 12    |
| 1986                  | Fram Reykjavik        | Division 1            | 18          | 19          | -                     | -                     | C2                             | 2                              | 0                              | 20    | 19    |
| 1986-1987             | KSK Beveren           | Division 1            | 7           | 0           | 0                     | 0                     | -                              | 0                              | 0                              | 7     | 0     |
| 1987-1988             | KFC Winterslag        | Division 1            | -           | -           | -                     | -                     | -                              | 0                              | 0                              | 0     | 0     |
| 1988-1989             | KRC Genk              | Division 1            | -           | -           | -                     | -                     | -                              | 0                              | 0                              | 0     | 0     |
| 1988-1989             | Rapid Vienne          | Division 1            | 7           | 1           | 0                     | 0                     | -                              | 0                              | 0                              | 7     | 1     |
| 1989-1990             | St Mirren FC          | Division 1            | -           | -           | -                     | -                     | -                              | 0                              | 0                              | 0     | 0     |
| 1990-1991             | St Mirren FC          | Division 1            | -           | -           | -                     | -                     | -                              | 0                              | 0                              | 0     | 0     |
| 1991-1992             | St Mirren FC          | Division 1            | -           | -           | -                     | -                     | -                              | 0                              | 0                              | 0     | 0     |
| 1992-1993             | St Mirren FC          | Division 2            | -           | -           | -                     | -                     | -                              | 0                              | 0                              | 0     | 0     |
| 1992-1993             | St Johnstone FC       | Division 1            | -           | -           | -                     | -                     | -                              | 0                              | 0                              | 0     | 0     |
| 1993-1994             | St Johnstone FC       | Division 1            | -           | -           | -                     | -                     | -                              | 0                              | 0                              | 0     | 0     |
| 1994-1995             | Doncaster Rovers FC   | Division 4            | 4           | 0           | 0                     | 0                     | -                              | 0                              | 0                              | 4     | 0     |
| 1995                  | Fylkir Reykjavik      | Division 2            | 17          | 4           | -                     | -                     | -                              | 0                              | 0                              | 17    | 4     |
| 1996                  | UMF Grindavík         | Division 1            | 12          | 2           | -                     | -                     | -                              | 0                              | 0                              | 12    | 2     |
| Total sur la carrière | Total sur la carrière | Total sur la carrière | 81          | 51          | 2                     | 2                     | -                              | 12                             | 4                              | 95    | 57    |

### Palmarès
- Champion d'Islande en 1986 avec le Fram Reykjavik.
- 3 fois vainqueur de la Coupe d'Islande en 1979, 1980 et en 1985 avec le Fram Reykjavik.
- 2 fois champion de deuxième division islandaise en 1983 avec le Fram Reykjavik et en 1995 avec le Fylkir Reykjavik.
- Meilleur buteur du championnat d'Islande en 1986.

## Carrière en équipe nationale
Guðmundur Torfason est sélectionné pour la première fois en équipe nationale islandaise le 10 juillet 1985 pour disputer 
un match amical contre les îles Féroé. Il prend part ensuite à 25 autre rencontres internationales, au cours desquelles il inscrit quatre buts. Il dispute son dernier match en sélection le 20 novembre 1991 contre la France, dans le cadre des éliminatoires de l'Euro 1992.
Le tableau ci-dessous reprend toutes les sélections de Guðmundur Torfason. Le score de l'Islande est toujours indiqué en gras.
| Date       | Compétition                                  | Adversaire                   | Lieu            | Score | Remarque            |
| ---------- | -------------------------------------------- | ---------------------------- | --------------- | ----- | ------------------- |
| 10/07/1985 | Match amical                                 | Îles Féroé                   | Keflavík        | 9-0   | Entré               |
| 11/03/1986 | Match amical                                 | Bahreïn                      | Manama          | 2-1   | 46e                 |
| 14/03/1986 | Match amical                                 | Bahreïn                      | Manama          | 0-2   | 46e                 |
| 29/10/1986 | Éliminatoires Euro 1988 (Groupe 3)           | Allemagne de l'Est           | Karl-Marx-Stadt | 2-0   | 79e                 |
| 15/04/1987 | Qualifications JO 1988                       | Italie olympique             | Pescara         | 2-0   |                     |
| 26/05/1987 | Qualifications JO 1988                       | Pays-Bas olympique           | Reykjavík       | 2-2   | 32e (1-1) 53e (2-1) |
| 02/09/1987 | Qualifications JO 1988                       | Allemagne de l'Est olympique | Reykjavík       | 2-0   | 51e (1-0)           |
| 09/09/1987 | Éliminatoires Euro 1988 (Groupe 3)           | Norvège                      | Reykjavík       | 2-1   |                     |
| 23/09/1987 | Éliminatoires Euro 1988 (Groupe 3)           | Norvège                      | Oslo            | 0-1   |                     |
| 07/10/1987 | Qualifications JO 1988                       | Portugal olympique           | Leiria          | 2-1   |                     |
| 28/10/1987 | Éliminatoires Euro 1988 (Groupe 3)           | Union soviétique             | Simferopol      | 2-0   |                     |
| 27/04/1988 | Qualifications JO 1988                       | Pays-Bas olympique           | Doetinchem      | 1-0   |                     |
| 04/05/1988 | Match amical                                 | Hongrie                      | Budapest        | 3-0   |                     |
| 24/05/1988 | Qualifications JO 1988                       | Portugal olympique           | Reykjavík       | 0-1   |                     |
| 29/05/1988 | Qualifications JO 1988                       | Italie olympique             | Reykjavík       | 0-3   |                     |
| 31/08/1988 | Éliminatoires Coupe du monde 1990 (Groupe 3) | Union soviétique             | Reykjavík       | 1-1   | 85e                 |
| 28/09/1988 | Match amical                                 | Danemark                     | Copenhague      | 1-0   |                     |
| 12/10/1988 | Éliminatoires Coupe du monde 1990 (Groupe 3) | Turquie                      | Istanbul        | 1-1   | 63e (0-1)           |
| 19/10/1988 | Éliminatoires Coupe du monde 1990 (Groupe 3) | Allemagne de l'Est           | Berlin          | 2-0   | 79e                 |
| 19/05/1989 | Match amical                                 | Angleterre B                 | Reykjavík       | 0-2   |                     |
| 31/05/1989 | Éliminatoires Coupe du monde 1990 (Groupe 3) | Union soviétique             | Moscou          | 1-1   | 69e                 |
| 14/06/1989 | Éliminatoires Coupe du monde 1990 (Groupe 3) | Autriche                     | Reykjavík       | 0-0   |                     |
| 23/08/1989 | Éliminatoires Coupe du monde 1990 (Groupe 3) | Autriche                     | Salzbourg       | 2-1   |                     |
| 06/09/1989 | Éliminatoires Coupe du monde 1990 (Groupe 3) | Allemagne de l'Est           | Reykjavík       | 0-3   |                     |
| 30/05/1990 | Éliminatoires Euro 192 (Groupe 1)            | Albanie                      | Reykjavík       | 2-0   | 66e                 |
| 20/11/1991 | Éliminatoires Euro 192 (Groupe 1)            | France                       | Paris           | 3-1   | 56e                 |